# 倫巴底街 (三藩市)
37°48′7.50″N 122°25′7.50″W / 37.8020833°N 122.4187500°W
倫巴底街（英語：Lombard Street），是美国加利福尼亞州三藩市一條東西方向貫穿要塞公園及牛洞區（Cow Hollow）的街道，因其有一路段由八個急彎組成而聞名，並因此有「九曲花街」之稱。倫巴底街係由賈斯珀·奧法雷爾發起的，取名自費城的同名街道。

## 描述
倫巴底街介於從巴迪瑞克街（Broderick Street）至范尼斯大道之間的路段與101号美国国道共線，該街道一直向東伸展，經過俄羅斯山、電報山後，東端是三藩市海傍的鬧區——內河碼頭。
在倫巴底街上最為人所熟知的路段，莫過於位在俄羅斯山上的「九曲花街」。九曲花街為該街橫貫海德街和理維沃斯街之間的路段。這起因於它是全美國最彎曲的一條街道，短短一段路上一共有八個急彎，只允許由海德街駛向李維沃斯街、下坡方向的單向通行，而舊金山纜車跑華街-海德街線則途經此路段的起點（也就是最高點的街口位置）。這段坡度非常陡的街道原本是直線通行的，但考虑到行車及行人安全，這路段於1923年便被改成目前所見的彎曲迂迴情況。這個設計最早是由業主卡爾·亨利提出的。這個設計旨在利用長度換取空間減緩沿線的坡度大小（27%）。整條九曲花街長600英尺（180），直線路段長412.5英尺（125.7），并且用砖块铺成路面增加摩擦力。起點處標示著最高限速為5 mph（8 km/h）。
於1999年，該市市政府成立了一個弯曲街道特别工作小组，尝试解决伦巴底街周围拐弯部分的交通问题。於2001年，特别工作组认为，为了交通而永久性地关闭一个街区是不合法的。取而代之，特别工作组决定在区域内制定一个夏天停车禁令、在主要的节日裡禁止向东通行并且为停放在区域内的车辆增加罚款。尽管居民對此解决方案的效益爭論不止，特别工作组还是提出了利用小巴去运送观光客到著名街区的想法，因为游览该地区的吸引点之一就是沿着街道弯曲的部分驾驶。
印象派畫家伊娜·米克斯·艾比迪亦曾住在倫巴底街。

## 交通
MUNI公交19路在Polk St & Lombard St下车，向东步行200米即到九曲花街上端。MUNI公交49路在Van Ness Ave & Chestnut St下车，步行400米即到九曲花街上端。MUNI公交30路在Columbus Ave & Lombard St下车，向西步行300米即到九曲花街下端。旧金山缆车亦可到达九曲花街。关于旧金山MUNI公交的线路班次票价信息，请查询MUNI官网 （页面存档备份，存于）。

## 媒體中的倫巴底街
在亞弗列·希治閣執導的電影《迷魂記》中，主角約翰·「史考提」·佛格森的居所位於倫巴底街上。
美國笑星比爾·寇司比曾在其專輯《Why Is There Air?》中描述了倫巴底街：
「他們在那裡建了一個名為倫巴底街的，直線往下的街道，但他們對這種讓人「自殺」的設計並不滿足——他們加上凹槽和曲線，還在葬有「自殺者」們的地上種上鮮花。倫巴第街，精彩的街。"」
倫巴底街曾在1964年喜劇電影《东墙飘香梦》中的飛車場面出現。
倫巴底街亦曾在彼得·博格達諾維奇執導的1972年電影《愛的大追蹤》中的追車場面出現。
倫巴底街曾在尼爾·楊的專輯《降落水上》的歌曲《大街上的人們》宣傳視頻中亮相。
於1994年，MTV真人秀《真實世界：舊金山》係攝於倫巴底街949號。雖然各界來源均指出門號為953號，但科裡·墨菲卻指出門號應為949號。這是因為該棟建築的兩個入口的門號不同所致。
在《辛普森一家》第十二季第4集《激进的环境主义者麗莎》中，有一木頭沿著倫巴底街滾下海。
在連續劇《神探阿蒙》《阿蒙先生和垃圾罷工》一集中，阿蒙曾向市長提出燒掉並重建整個三藩市，並要將倫巴底街改為直路。
在《特工老爹》《酒吧成年禮喧囂》一集中，史蒂夫·史密斯設計了一個「比倫巴底街更曲折」的盜竊計劃。
在倫巴底街驾驶的难度是的《在三藩市驾驶》一集中的主要剧情。
它也被收錄在數套电脑游戏暨电视游戏內，包括2000年的瘋狂城市賽車2中的三藩市，以及2004年的《俠盜獵車手：聖安德烈斯》。於《俠盜獵車手：聖安德烈斯》中，在以三藩市為模型而虚构出来的城市聖·福瑞多裡，伦巴底街被名为「彎彎彎彎街」。
在《流言終結者》2010年的一集中，運輸組在進行一個實驗時於倫巴底街遇到了困難。他們無法在倫巴底街拐彎。
在競賽遊戲《旧金山极限大赛车》中，倫巴底街是賽道3的捷徑。
在競賽遊戲《極道車魂：舊金山》中，其中一項成就為保持車速高於每小時20英里，駛過倫巴底街並不能撞上任何障礙物。

## 圖片集

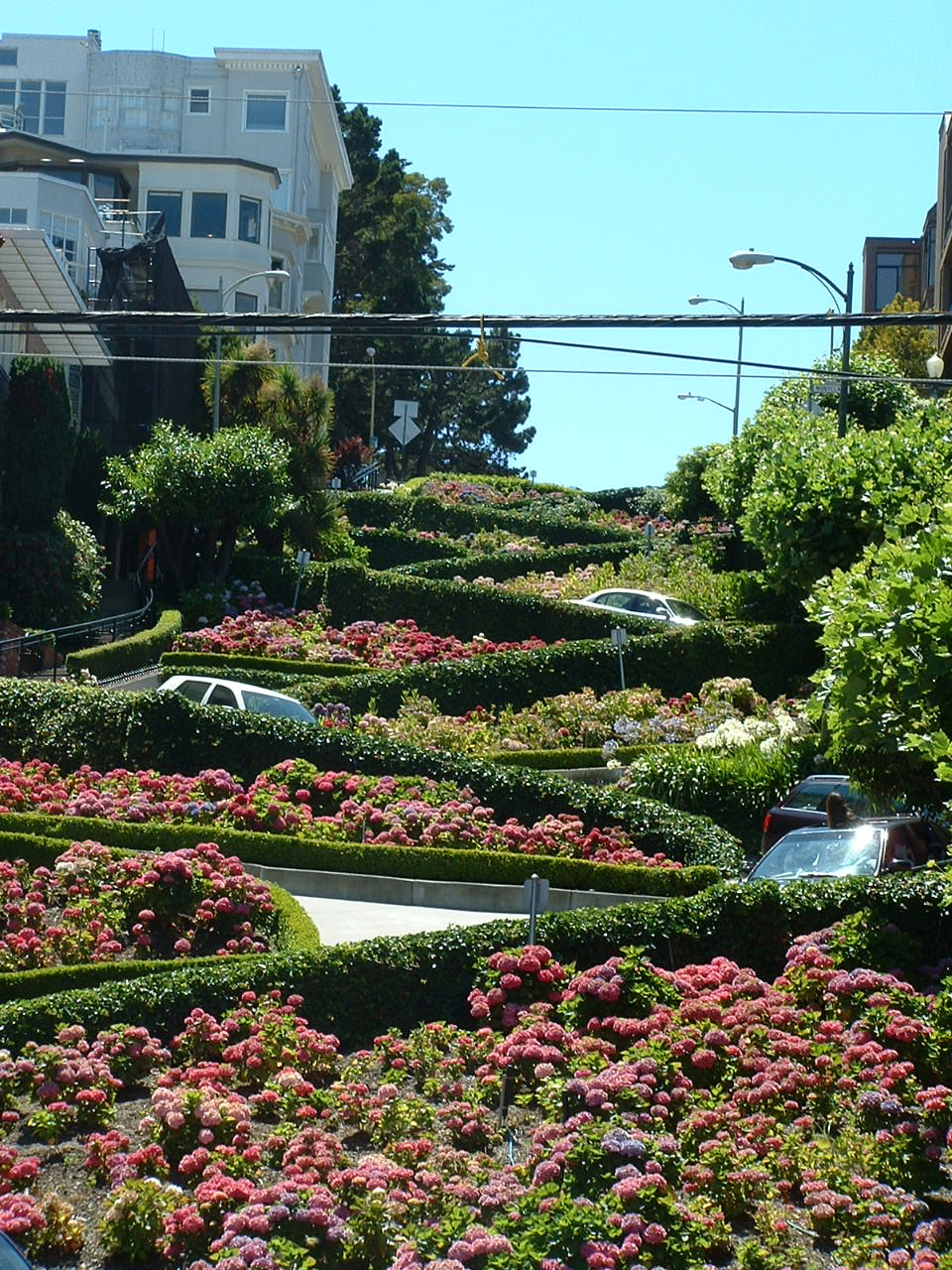
伦巴底街著名的九道弯
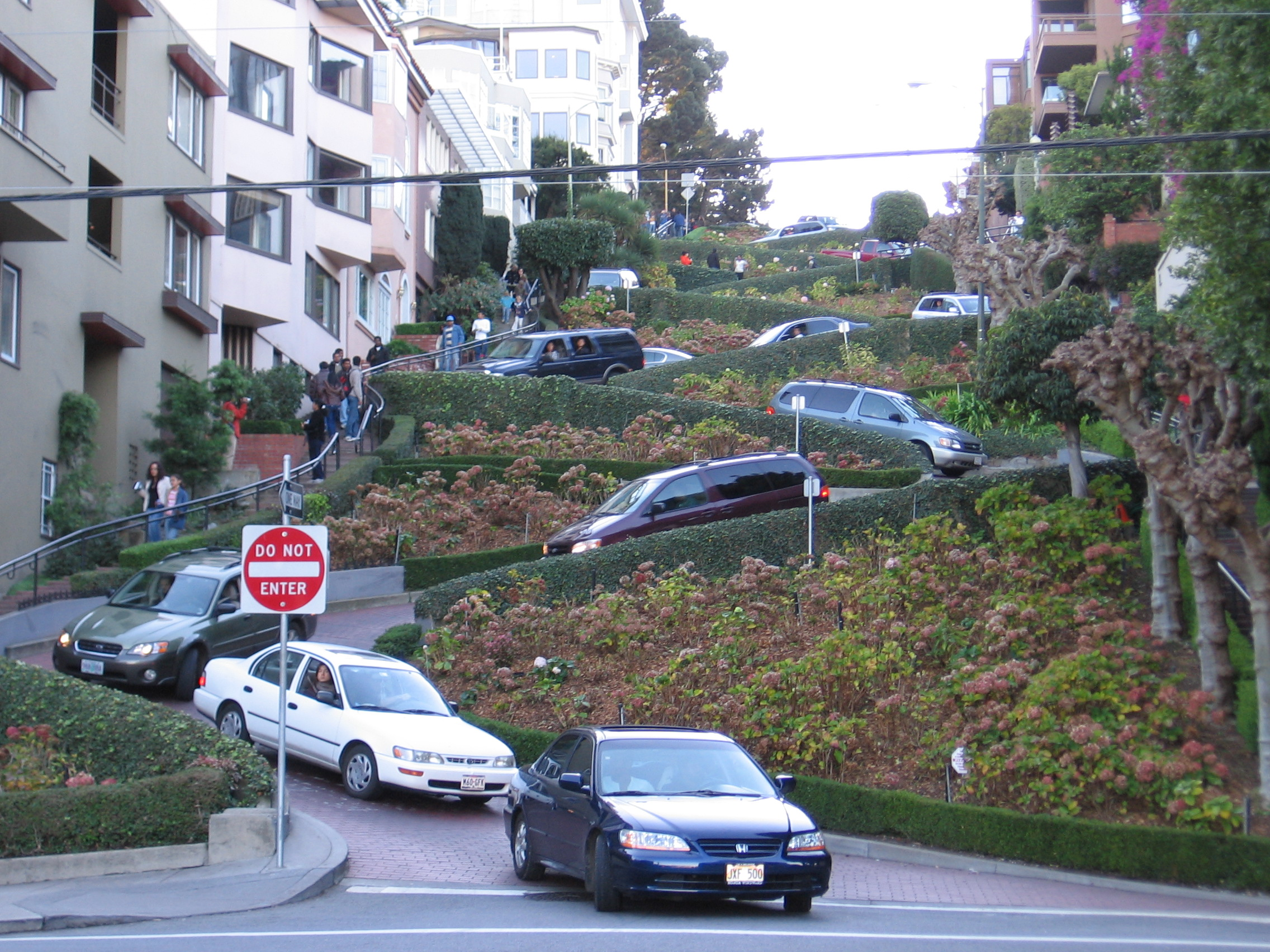
弯路的终点
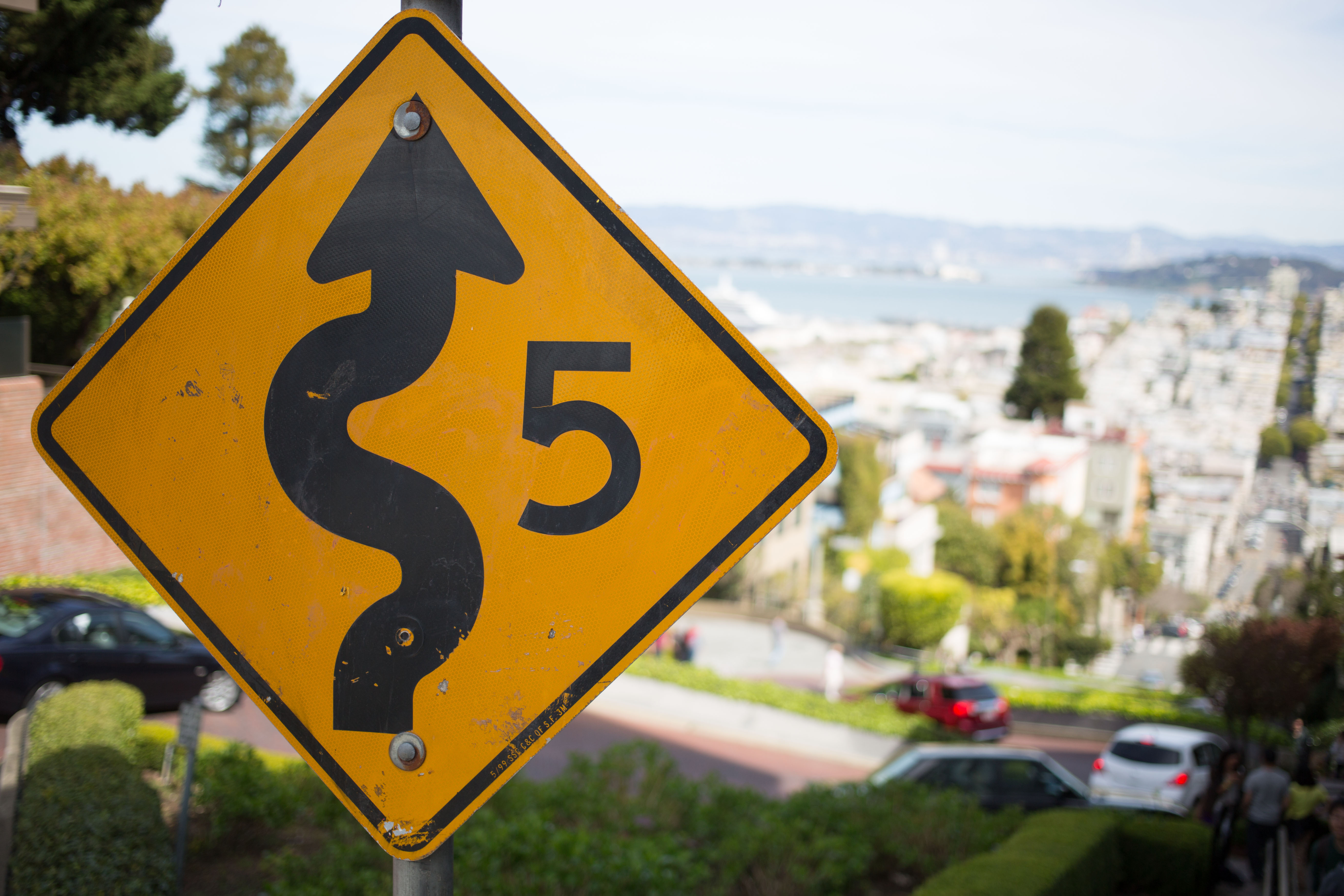
限速標誌
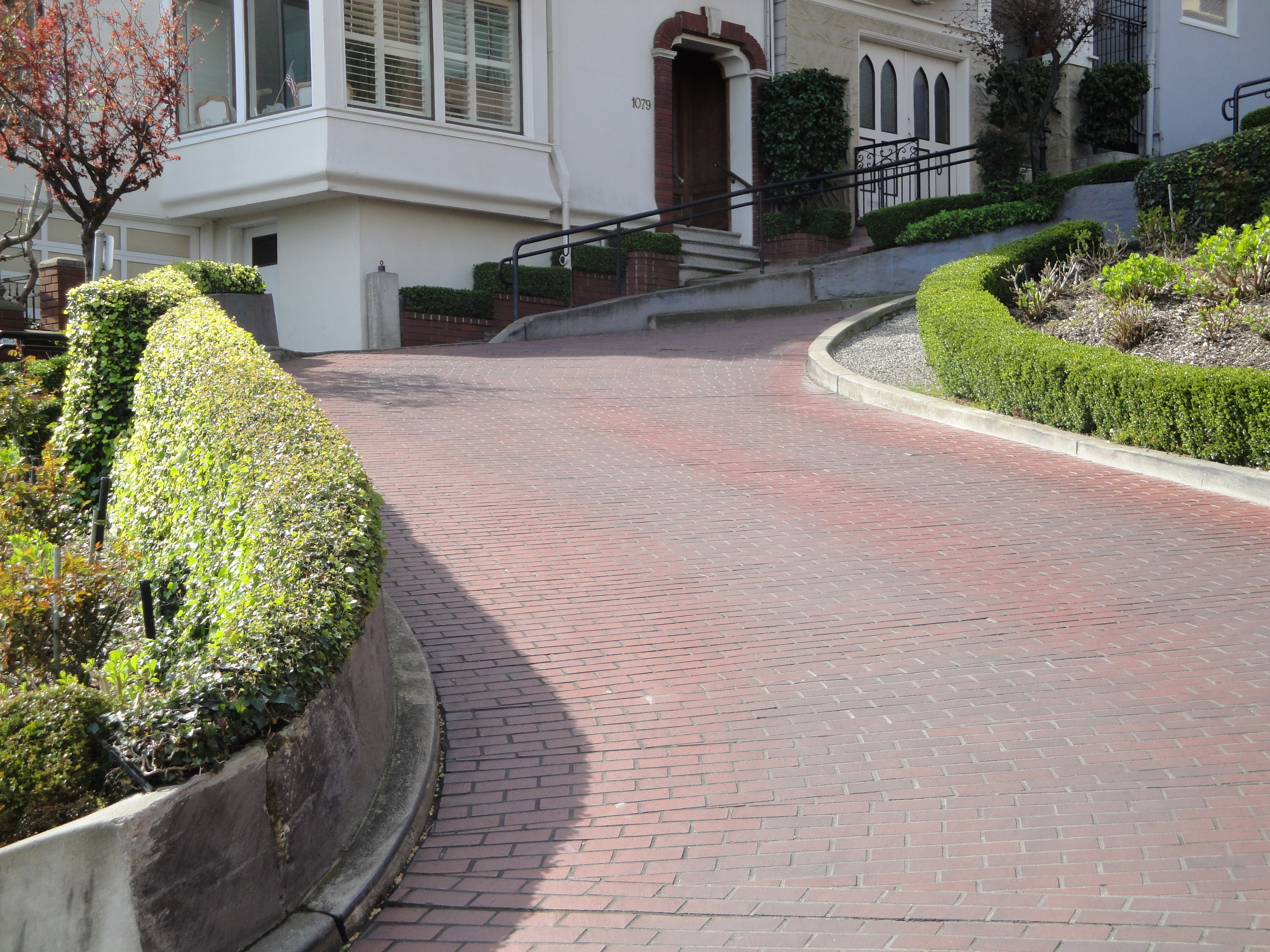
伦巴底街的一段
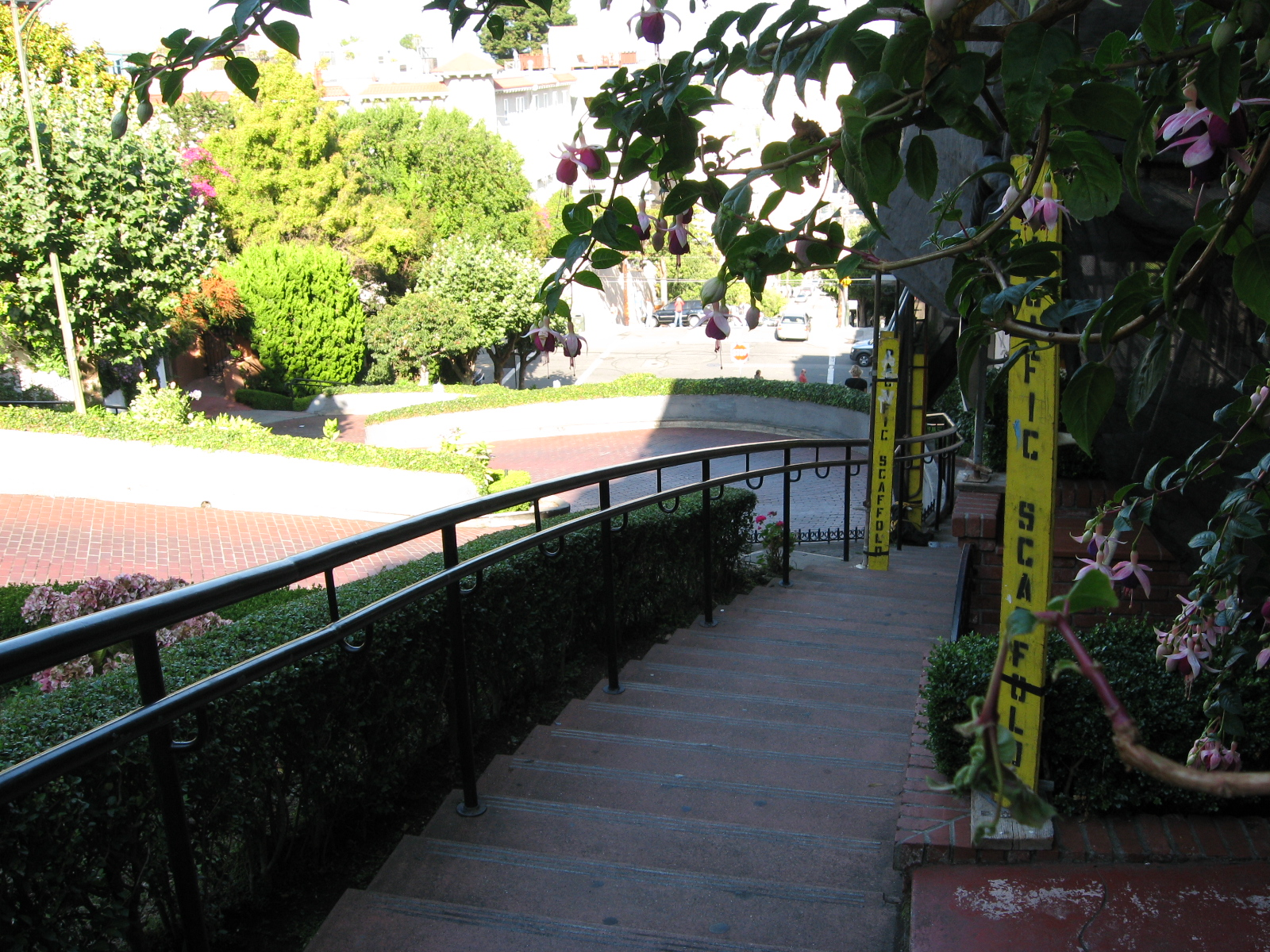
人行道
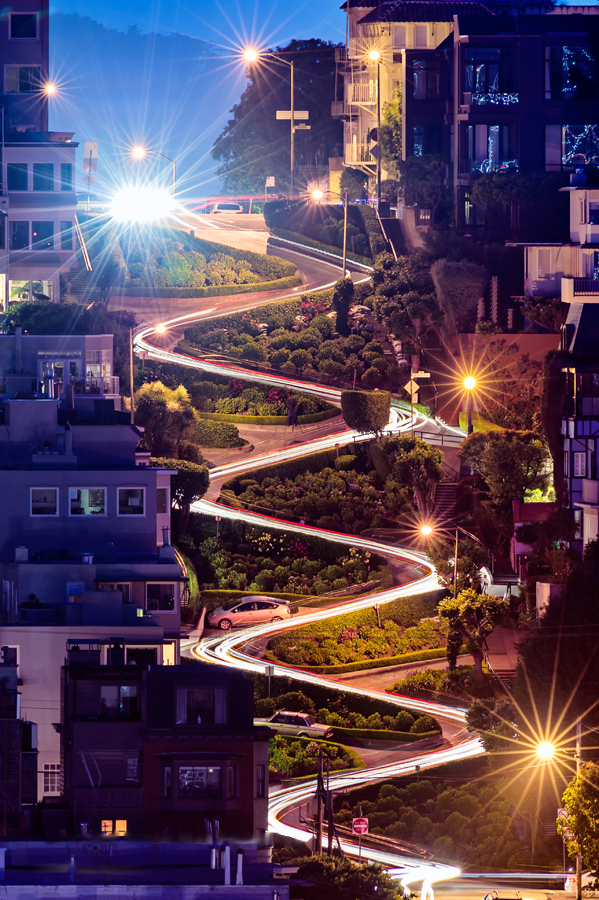
夜間